# Johann Wittik
Johann Wittik (* 9. August 1923 in Reichenberg, Tschechoslowakei) ist ein ehemaliger deutscher Politiker der SED, Diplomat der DDR und Kombinatsdirektor. Er war Mitglied des Zentralkomitees der SED.

## Leben
Als Sohn eines Bäckers absolvierte er nach dem Besuch der Volksschule eine Lehre zum Weber und war anschließend in dem Beruf tätig. 1931 wurde er Mitglied des Kommunistischen Jugendverbandes der Tschechoslowakei. Von 1942 bis 1945 musste er Kriegsdienst in der deutschen Wehrmacht leisten und geriet 1945 in britische Kriegsgefangenschaft.
Nach seiner Entlassung ging er in seine Heimatstadt zurück, wurde aber 1946 nach Pirna umgesiedelt. Er fand Arbeit als Spinnereitechniker im VEB Textilwerke Zittau und wurde 1947 Mitglied der SED. Von 1947 bis 1949 studierte er an der Textilingenieurschule Zittau mit dem Abschluss als Textilingenieur. Anschließend besuchte er 1949/50 einen Lehrgang an der Deutschen Verwaltungsakademie in Forst Zinna und arbeitete 1950/51 als  stellvertretender technischer Direktor der VVB Webereien Meerane und 1951/52 als Technischer Direktor der VVB Woll- und Seidenwebereien Glauchau.
1952 ging er als Abteilungsleiter bzw. stellvertretender Leiter einer Hauptverwaltung im Ministerium für Leichtindustrie nach Berlin. Von 1956 bis 1958 war er Stellvertreter des Ministers für Leichtindustrie. Von 1958 bis 1961 fungierte er als Vorsitzender des Bezirkswirtschaftsrats und Stellvertreter des Vorsitzenden des Rates des Bezirkes Gera und war gleichzeitig Mitglied der dortigen SED-Bezirksleitung. Von Juli 1961 bis November 1963 war er Stellvertreter des Vorsitzenden und von November 1963 bis 1965 war er 1. Stellvertreter des Vorsitzenden des Volkswirtschaftsrates und zugleich Mitglied des Ministerrates der DDR.
Auf dem VI. Parteitag der SED im Januar 1963 wurde er zum Kandidaten des Zentralkomitees (ZK) gewählt und 1965 wurde er zum Minister für Leichtindustrie berufen (bis 1972). Auf dem 7. Plenum des ZK der SED im Dezember 1964 wurde er gemeinsam mit Inge Lange, Siegbert Löschau und Günther Wyschofsky zum Mitglied des ZK der SED gewählt. 1967 absolvierte er ein Studium am Zentralinstitut für sozialistische Wirtschaftsführung.
Nach seiner Ablösung als Minister war er von August 1973 bis 1976 Botschafter der DDR in der Volksrepublik China. Auf dem IX. Parteitag der SED im Mai 1976 wurde er nicht mehr in das ZK der SED gewählt. Er war dann bis 1990 Generaldirektor des VEB Kombinat Minol Berlin.